# Bathypterois
Bathypterois è un genere di pesci ossei abissali appartenente alla famiglia Ipnopidae.

## Distribuzione e habitat
Il genere si trova in tutti i mari e gli oceani. Nel mar Mediterraneo è presente B. dubius, molto raro, e B. grallator, la cui presenza in questo mare è addirittura messa in dubbio dagli ittiologi. Si trovano esclusivamente nel piano abissale.

## Specie
- Bathypterois andriashevi
- Bathypterois atricolor
- Bathypterois bigelowi
- Bathypterois dubius
- Bathypterois filiferus
- Bathypterois grallator
- Bathypterois guentheri
- Bathypterois insularum
- Bathypterois longicauda
- Bathypterois longifilis
- Bathypterois longipes
- Bathypterois oddi
- Bathypterois parini
- Bathypterois pectinatus
- Bathypterois perceptor
- Bathypterois phenax
- Bathypterois quadrifilis
- Bathypterois ventralis
- Bathypterois viridensis[1]